# Cyrtodactylus caovansungi
Espèce
Cyrtodactylus caovansungi est une espèce de geckos de la famille des Gekkonidae.

## Répartition
Cette espèce est endémique de la province de Ninh Thuận au Viêt Nam.

## Étymologie
Cette espèce est nommée en l'honneur de Cao Van Sung, professeur à l’Institute of Ecology and Biological Resources d'Hanoi.

## Publication originale
- Orlov, Quang Truong, Nazarov, Ananjeva & Ngoc Sang, 2007 : A new species of the genus Cyrtodactylus Gray, 1827 and redescription of Cyrtodactylus paradoxus (Darevsky et Szczerbak, 1997) [Squamata: Sauria: Gekkonidae] from south Vietnam. Russian Journal of Herpetology, vol. 14, n. 2, p. 145-152.